# Höhle von Marsoulas

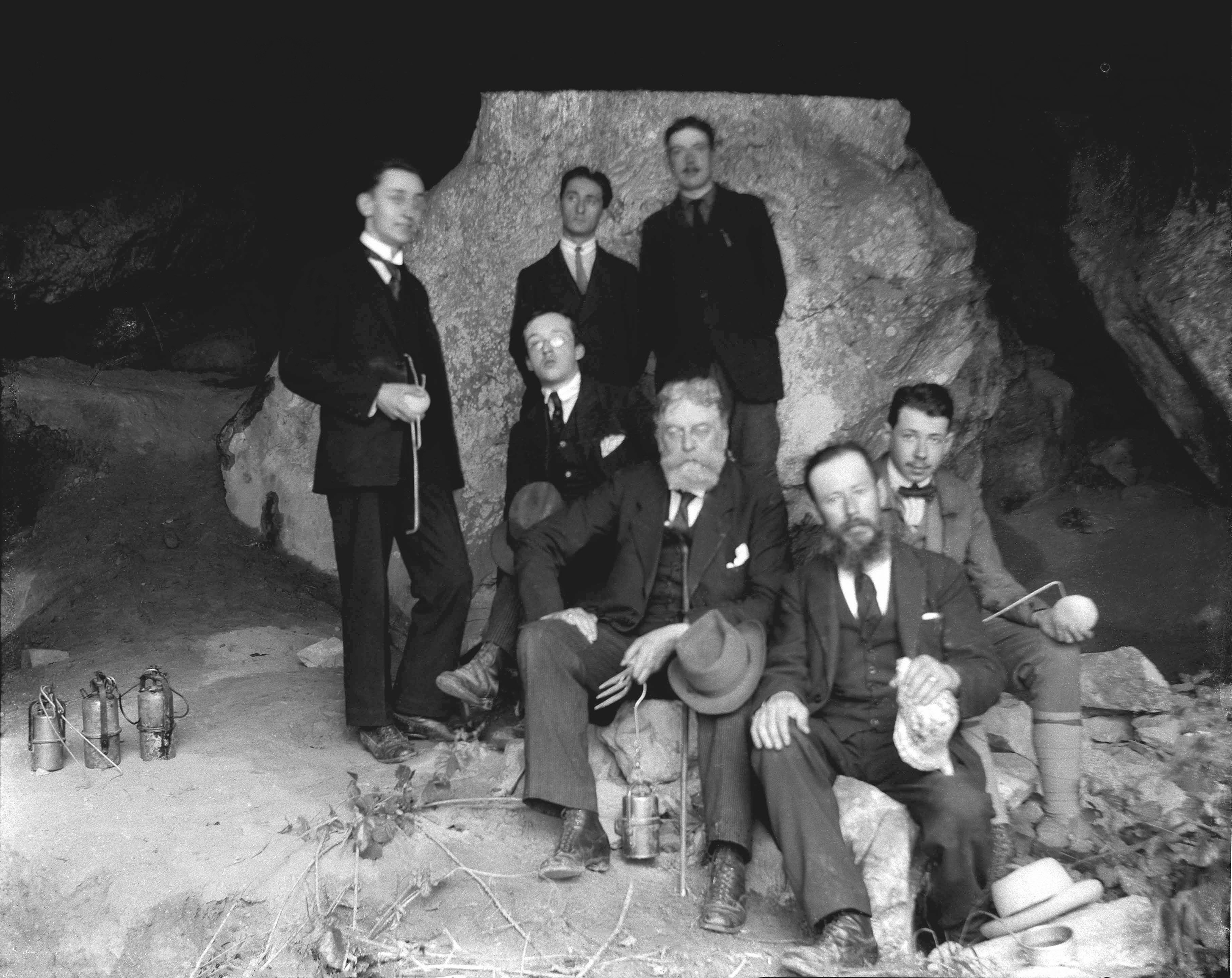
Grabungskampagne 1931

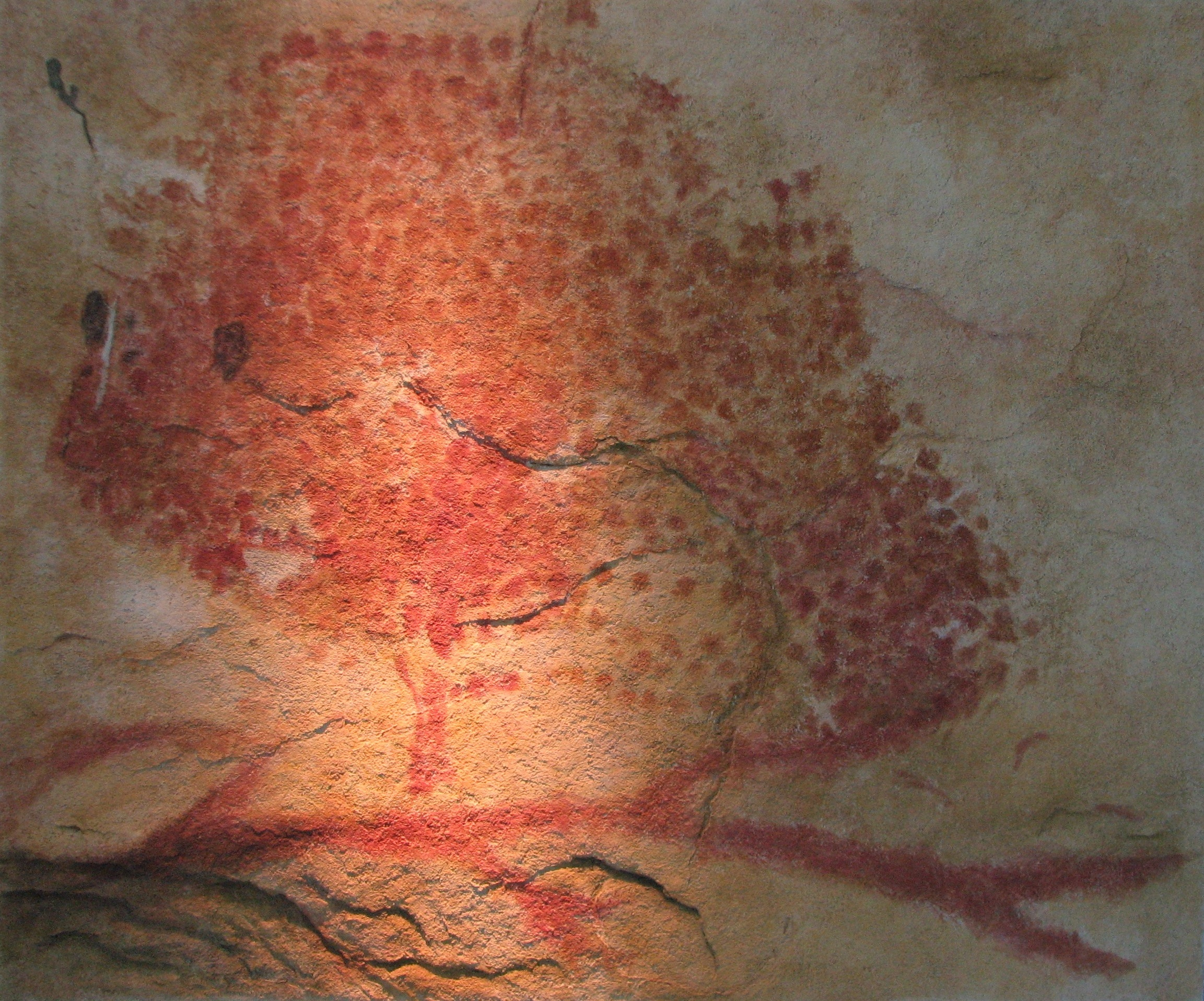
„Bison von Marsoulas“ (Replik)

Die Höhle von Marsoulas ist eine nur 50 Meter lange Felshöhle in den französischen Pyrenäen nahe beim Dorf Marsoulas im Département Haute-Garonne. Bereits im Jahre 1897 wurden in der Höhle prähistorische Felsbilder entdeckt. Die Höhle ist nicht für Besucher geöffnet – die Nachbildung eines kurzen Abschnitts der Wandbilder findet sich im Parc pyrénéen de l’art préhistorique in Tarascon-sur-Ariège.

## Lage
Der Eingang zur Höhle befindet sich in einer Höhe von etwa 310 Metern. Der nächstgrößere Ort, Salies-du-Salat, liegt etwa 1,5 Kilometer westlich; die nächstgelegene Stadt ist Saint-Gaudens – sie befindet sich etwa 29 Kilometer in westlicher Richtung.

## Geschichte
Bereits im Jahre 1883 fanden in der Höhle Untersuchungen statt, doch erst 14 Jahre später wurden die ersten, zumeist einfarbigen, Malereien bzw. Zeichnungen an den Wänden und an der Decke der Höhle wahrgenommen – es waren die ersten im Gebiet der Pyrenäen. Im Jahr 1902 inspizierte Abbé Breuil die Höhle und entdeckte weitere Bilder sowie einige prähistorische Werkzeuge etc. Die Funde werden heute den vorgeschichtlichen Perioden des Aurignacien sowie dem Azilien und dem Magdalénien zugerechnet.

## Felsbilder
Die dargestellten Tiere sind Bisons, Pferde, Hirsche und Steinböcke. Daneben fanden sich einige der – noch heute rätselhaften – abstrakten Gebilde wie „Quadrate“, „Kämme“ etc. Die meisten Tiere sind nur an ihren Umrissen erkennbar; der Körper des berühmten „Bisons von Marsoulas“ ist hingegen in roter Farbe mit den Fingerspitzen oder mit kleinen Ästen auf die Wand punktiert.

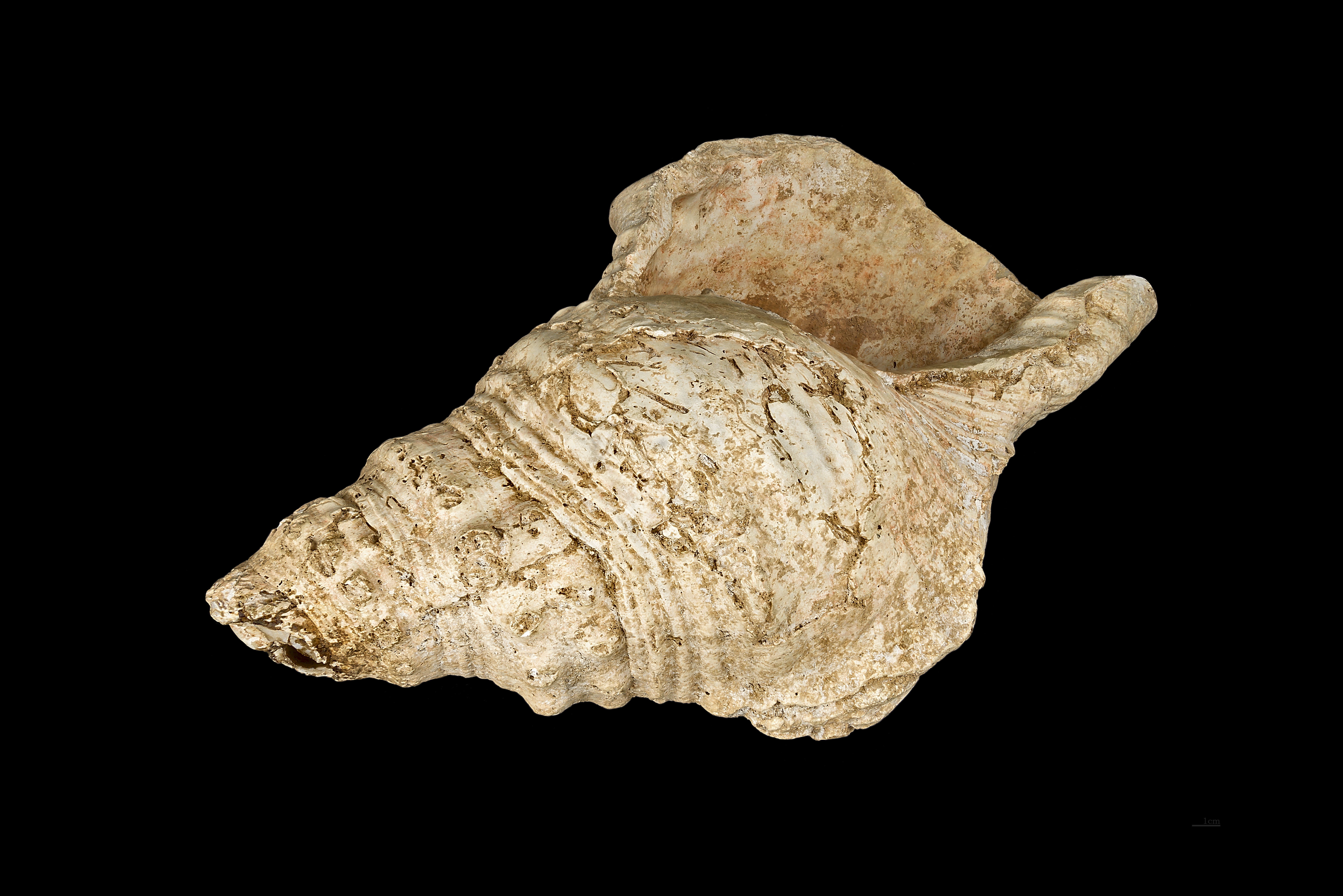
Gehäuse der Tritonschnecke

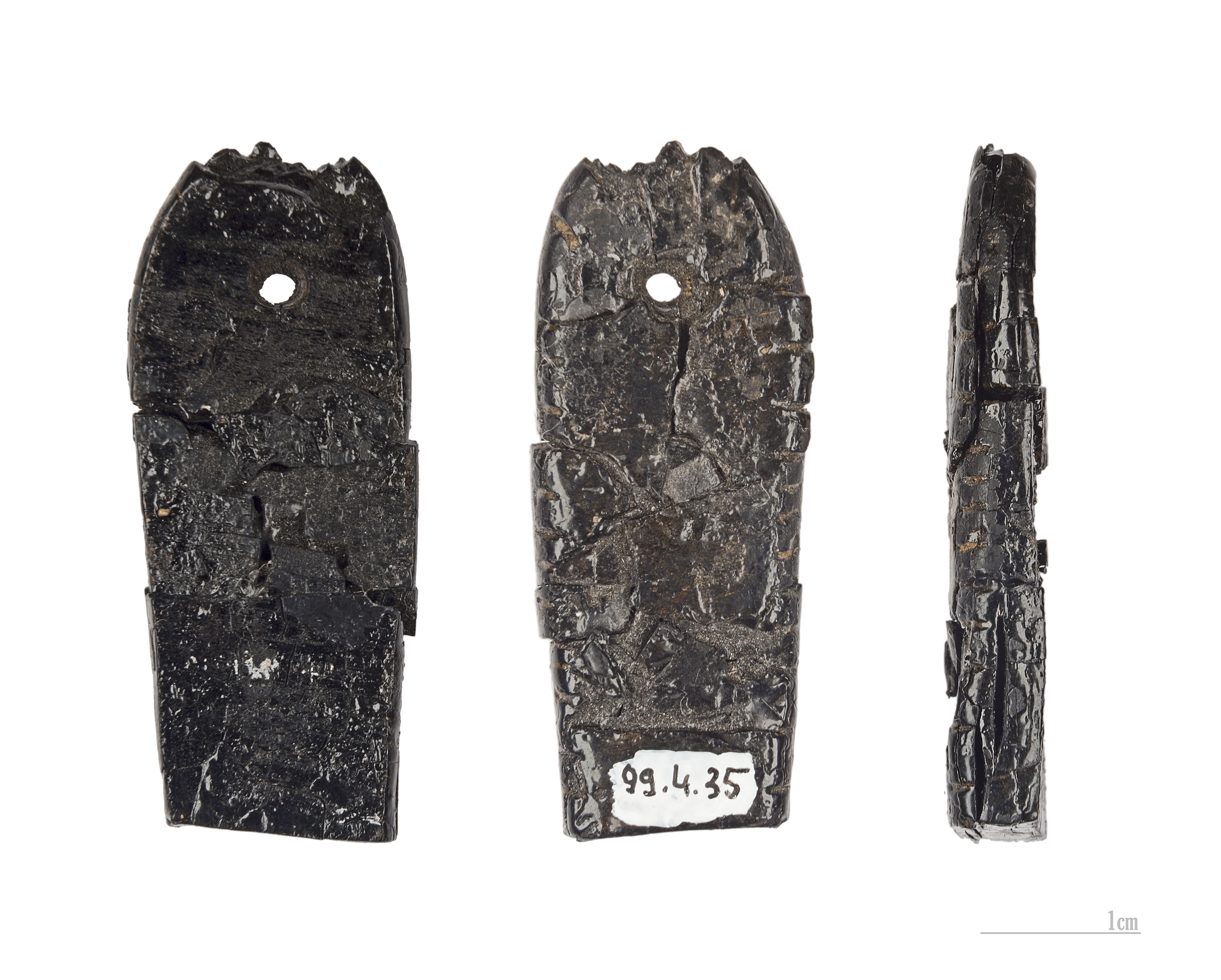
Anhänger aus dem Magdalénien in Gagat

## Weitere Funde
Im Jahr 1931 wurde am Eingang der Höhle das Schneckenhaus einer recht großen Knotentragenden Tritonschnecke (Charonia lampas) geborgen und als mutmaßliches Trinkgefäß gedeutet. In einer Anfang 2021 publizierten Studie wurde der Fund jedoch als „Musikinstrument“ interpretiert, das ähnlich alt sei wie die Felsbilder und somit das älteste Schneckenhorn. Die französischen Archäologen stützten diese Annahme auf mehrere, ihrer Auffassung nach willkürlich angebrachte Modifikationen: So sei u. a. die besonders harte Spitze zweifelsfrei durch mehrere Schläge gezielt entfernt und die natürliche Öffnung durch Abschläge erweitert worden. Zudem weise das Schneckenhaus Spuren von rotem Ocker auf.
In den Bodenschichten der Höhle wurden zudem Knochen- und Steinwerkzeuge entdeckt – darunter auch zwei 5,2 Zentimeter lange Speerspitzen aus Hirschgeweih. Die meisten Funde befinden sich im Museum von Toulouse.

## Belege
1. ↑  Carole Fritz et al.: First record of the sound produced by the oldest Upper Paleolithic seashell horn. In: Science Advances. Band 7, Nr. 7, eabe9510, doi:10.1126/sciadv.abe9510. 
 18.000 Jahre altes Schneckenhaus soll Klänge erzeugt haben. Auf: wissenschaft.de vom 11. Februar 2021.

Koordinaten: 43° 6′ 11″ N, 0° 59′ 10″ O